# Supercross
Il supercross è l'evoluzione americana delle gare motociclistiche di motocross. È una competizione estrema: i circuiti sono costruiti all'interno di arene da baseball o football. Il nome "supercross" deriva dal nome della prima competizione di questo tipo organizzata negli Stati Uniti, denominata "Superbowl of Motocross".

## Differenze dal motocross

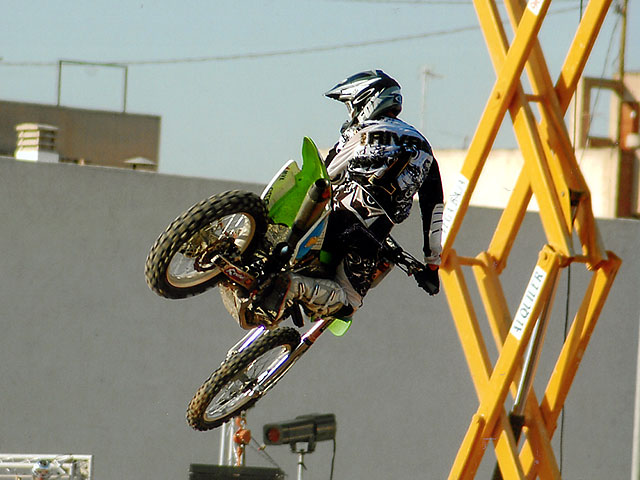
Un salto

Il Supercross deriva a lunghi tratti dal più antico motocross ma ne ha apportato notevoli modifiche. Innanzitutto il Supercross è uno sport corso generalmente al chiuso e non su circuiti aperti come nel caso del suo antenato gli show all'aperto sono rari e, spesso, meno complessi. Inoltre i salti sono più continui, uniformi e molto tecnici. Le gare sono più corte e la quantità di pubblico che si riversa nelle arene è molto più grande in media lo spettatore è a meno di 10 metri dal circuito.
Le gare di supercross, controllate dall'associazione American Motorcyclist Association, comprendono manche di qualificazione, di ripescaggio, semi-finali e finali (dette anche "main event"), alla fine delle quali viene eletto il vincitore, elementi non presenti nelle competizioni del motocross. La lunghezza della corsa è variabile dai 6 giri delle gare di qualificazione ai 20 del main event e le gare tendono a durare generalmente circa 22 minuti, mentre quelle di motocross durano 40 minuti.
I tipi di ostacoli che sono presenti nel supercross:
- Salti doppi (rampa-salto seguita dal vuoto e da successivo atterraggio su gobba discendente
- Salti tripli (hanno generalmente una distanza tra il primo salto e l'atterraggio di 30 metri
- Salti quadrupli
- TableTops piccola rampa-salto con atterraggio su un piano che lancia su una gobba di atterraggio
- Whoops serie di gobbe in sequenza

Tali ostacoli, particolarmente tecnici, costringono i piloti a effettuare i salti ad una velocità che gli consenta di non atterrare né troppo "lunghi" né troppo corti, abilità che non è invece predominante nel motocross tradizionale.
Il termine "Supercross" deriva dal nome della prima gara di motocross corsa all'interno di uno stadio statunitense. Ciò avvenne nel 1972 quando il direttore di gara Michael Goodwin diede l'avvio alla gara nominata "Superbowl of Motocross" all'interno del Los Angeles Coliseum a Los Angeles, California. La gara fu vinta dallo statunitense Marty Triples su Honda. L'evento ebbe così tanto successo da essere imitato da molte arene che lo nominarono per l'appunto "supercross".
La American Motorcycle Association istituisce ogni un campionato suddiviso in tre categorie: la classe 450 4 tempi / 250 2 tempi e due classi 250 4 tempi / 125 2 tempi divise in campionato "est" e "ovest".
Dal 1992 si corre il campionato del mondo di Supercross patrocinato dalla FIM, che dal 2008 si è fuso con l'AMA Supercross, dando origine ad un unico campionato supercross di valenza mondiale, denominato "AMA Monster Energy Supercross and FIM world championship"

### In Europa
Rispetto agli Stati Uniti, il Supercross è molto meno seguito in Europa poiché pochissimi europei competono in questa specialità. Comunque vengono organizzate alcune manifestazioni di questo sport e una delle più importanti viene allestita in Italia, a Genova, dove ogni anno viene corsa una competizione che raduna i migliori piloti americani ed europei, ma anche dal resto del mondo Supercross e Freestyle.

#### Albo d'oro del campionato europeo

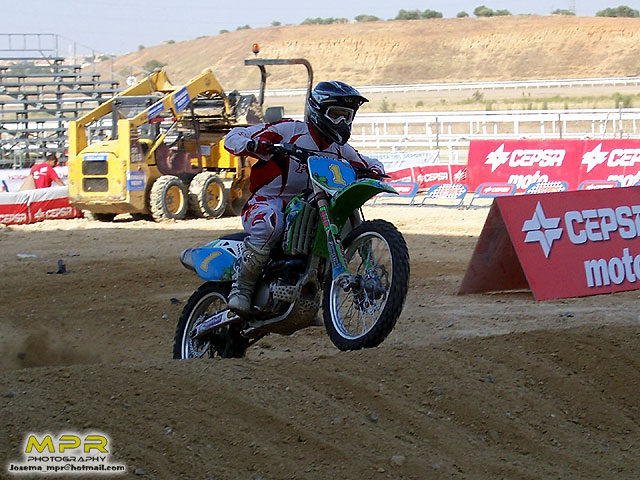
Un dosso

| Anno | UEM Supercross                    | Junior         |               |
| ---- | --------------------------------- | -------------- | ------------- |
| 1997 | David Vuillemin Yamaha YZ250      |                |               |
| 1999 | Andreas Boller Honda              |                |               |
| 2000 | Eric Sorby Yamaha YZ250           |                |               |
| 2001 | non disputato                     | non disputato  | non disputato |
| 2002 |                                   | Antoine Meo    |               |
| 2003 | Davide Degli Esposti Suzuki RM250 | Benjamin Coisy |               |
| 2004 | Alex Salvini Yamaha YZ250F        |                |               |
| 2005 | Angelo Pellegrini Suzuki RM250Z   |                |               |
| 2006 | Antonio Cairoli Yamaha YZ250F     |                |               |
| 2007 | Antonio Cairoli Yamaha YZ250F     |                |               |
| 2008 | Fabien Izoird Suzuki RM250Z       |                |               |
| 2009 | Fabien Izoird Suzuki RM250Z       |                |               |
| 2010 | Gregory Aranda Kawasaki KX450F    |                |               |
| 2011 | Cedric Soubeyras Honda CRF450     |                |               |
| 2012 | Cedric Soubeyras Honda CRF450     |                |               |
| 2013 | Zach Osborne Honda CRF450         |                |               |
| 2014 | Cedric Soubeyras Kawasaki KX450F  |                |               |